# Lolotique
Lolotique es un distrito del municipio de San Miguel Oeste departamento de San Miguel, El Salvador. De acuerdo al censo oficial en 2024 tiene 15.007 habitantes.

## Historia
La localidad es de origen precolombino Lenca. 
Lolotique, en su nombre toponímico viene del Lenca salvadoreño: 
Lolo o Lolon: chumpipe, guajolote, pavo común. (en cuanto a la palabra lolon, en Lenca significa temblor)
Su significado es: "Cerro de los Chumpipes" o "Cerro de los Temblores".  
Tique: cerro, localidad. 
Para el año 1550, su población era de unos 250 habitantes; y para 1740, había unos 45 pobladores. Dos siglos más tarde, en un informe del alcalde mayor de San Salvador don Manuel de Gálvez Corral, año de 1740, figura "San Francisco Lolotique con sólo 9 indios tributarios o jefes de familia, es decir con unos 45 vecinos". Según el arzobispo Pedro Cortés y Larraz, en 1770 pertenecía al curato de Usulután. En 1786 ingresó en el partido de San Miguel. 
Con la creación del departamento de San Miguel, el 12 de junio de 1824. Por Ley del 5 de marzo de 1827 entró a formar parte del distrito de Chinameca. El 24 de junio de 1828, el general Francisco Morazán ocupó esta población con tropas hondureñas y nicaragüenses, en vísperas de la batalla de Gualcho. Lolotique quedó incorporado en su demarcación, aunque pasó entre 1865 y 1875 al departamento de Usulután, y posteriormente fue retornado a San Miguel. Para 1890 tenía 1.897 habitantes. El 29 de octubre de 1948 adquirió el título de villa. El 6 de mayo de 1951, resultó afectada por el terremoto de Jucuapa.

## Cantones
Para su administración Lolotique se encuentra dividido en 9 cantones y estos a su vez se dividen en 26 caseríos. Siendo sus cantones: 
1. Amaya
2. Concepción
3. El Jicaro
4. El Nancito
5. El Palón
6. Las Ventas
7. San Francisco
8. Santa Bárbara
9. Valencia

## Información general
El distrito tiene un área de 94,45 km², y la cabecera una altitud de 680 m s. n. m. El topónimo potón Lolotique tiene los significados de "Cerro de los chompipes", o "Cerro de los temblores". Las fiestas patronales se celebran en el mes de febrero en honor a la Virgen de la Candelaria. Lolotique es uno de los pueblos de origen precolombino lenca fundados en el oriente de EL Salvador. Está situado a 121 km al oriente de la capital, sobre la carretera Panamericana que conduce al Departamento de San Miguel, con una altura de 510 metros sobre el nivel del mar. Celebra sus tradicionles fiestas patronales en honor a la Virgen de Candelaria,  sus celebraciones dan inicio desde el 24 de enero, con novenas a la Virgen de Candelaria, donde todas las pequeñas comunidades católicas celebran durante nueve días. Luego el 31 de enero realizan las entradas de  toros, el 1 de febrero realizan la tradicional procesión, durante días antes en la iglesia reciben dona
El día 2 de febrero  celebran la misa en honor a la patrona Virgen De Candelaria, los habitantes de los cantones bajos del pueblo desde tempranas horas hacen notar su presencia para disfrutar de las ruedas instaladas en el campo de feria y de los platos que ofrecen los negocios, al terminar la misa se da inicio con el tradicional jaripeo en la plaza del pueblo.
Pero también celebran fiestas titulares en honor a la Santísima Trinidad se celebran del 26 de mayo al 1 de junio.